# Pentobesa seriata
Pentobesa seriata är en fjärilsart som beskrevs av Druce 1887. Pentobesa seriata ingår i släktet Pentobesa och familjen tandspinnare. Inga underarter finns listade i Catalogue of Life.